# 鐘 (東亞)

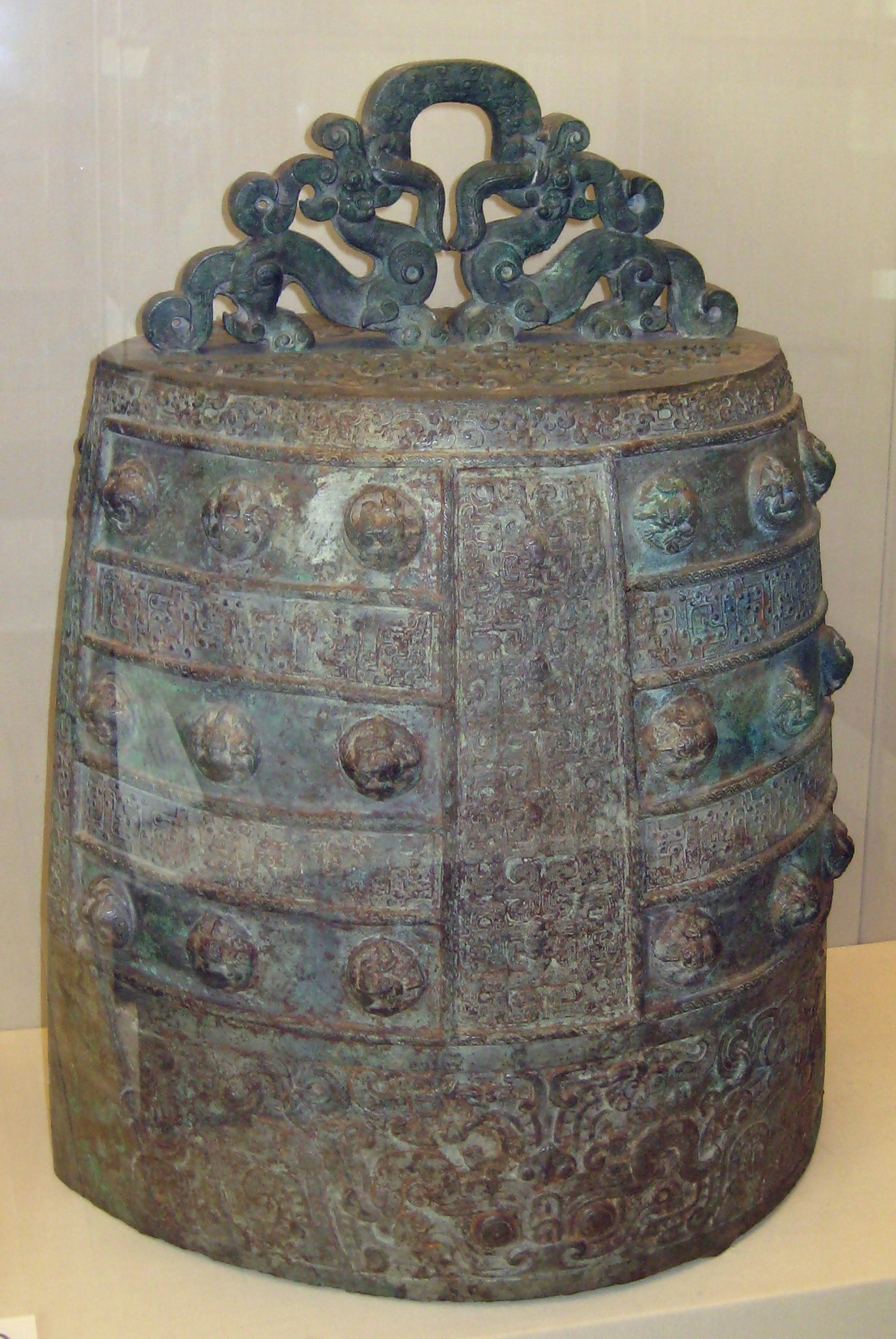
中國東周青銅（鎛）鐘，大英博物館藏。

鐘是一種東亞傳統打擊樂器，形状呈倒碗形，上窄下寬，起源于中國商朝。多为金屬制。若由多個大小、音色不同的鐘編成一組，稱為“編鐘”。
自佛教传入中国后，鐘也成為佛教法器之一，稱為“梵鐘”。原本叫“犍稚”，也稱“信鼓”，是寺院为报时、集众而敲击之用。
鐘在古代東亞也用作突發事件發生時示警之用。
在早期台灣，廟裡舉辦熱鬧活動（例如：迎媽祖、進香）會請專人敲鐘擂鼓，目前敲鐘擂鼓已電動化。

## 字源
廣義的鐘，可以指代全部青銅樂器，是中國古代樂器分類中八音之一。《周禮·春官》中：“大師……皆播之以八音，金、石、土、革、絲、木、匏、竹。”
狹義的鐘，在《古今樂錄》中單指甬鐘和鈕鐘，並與鎛、錞、鐲等樂器並列。
樂鐘是鐘形打擊樂器的統稱。學者多將其分為鎛（鐘）、鈕鐘、甬鐘三種。
鎛和鐘都是流傳年代長，流傳地域廣，青銅樂器的代表。常常被一並進行討論。而且他們形製有相似之處，到戰國末期，鎛漸漸被鈕鐘同化了。
這裡的鐘即指的是，樂鐘，包括鎛，鈕鐘和甬鐘（即銿鐘），以及之後的春秋戰國之後以圓形鐘為主的，東亞各種鐘類打擊樂器。

## 起源

### 神话传说
中國古籍中有很多有關鐘起源的傳說。
《山海經·海內經》中，記載：“炎帝之孫伯陵，伯陵同吳權之妻阿女緣婦，緣婦孕三年，是生鼓、延、殳。始為侯，鼓、延是始為鍾，為樂風。”
《世本·作篇》：“垂作鐘。”
此外，《呂氏春秋·古樂》、《禮記·明堂位》、《說文》中，均有垂創造了鐘的傳說。

### 文字学角度
鐘可能源於竹筩（即竹筒）。在小篆中，“筩”（即竹筩）和“銿”（即銿鐘/甬鐘，鐘的一種）的本字都是“甬”。而且，如果鐘類樂器源於竹筩，或中空之木，直接而自然，它們外表相似，不需要其他過度 。另外，竹筩是人們生活中常見的器物。而從生活器物發出聲響，是樂器產生的第一個階段。
而鎛（鐘）的來源有可能是鎛撫（一種囊形器，可能是農具或者樂器）。

### 考古推測

#### 鈴

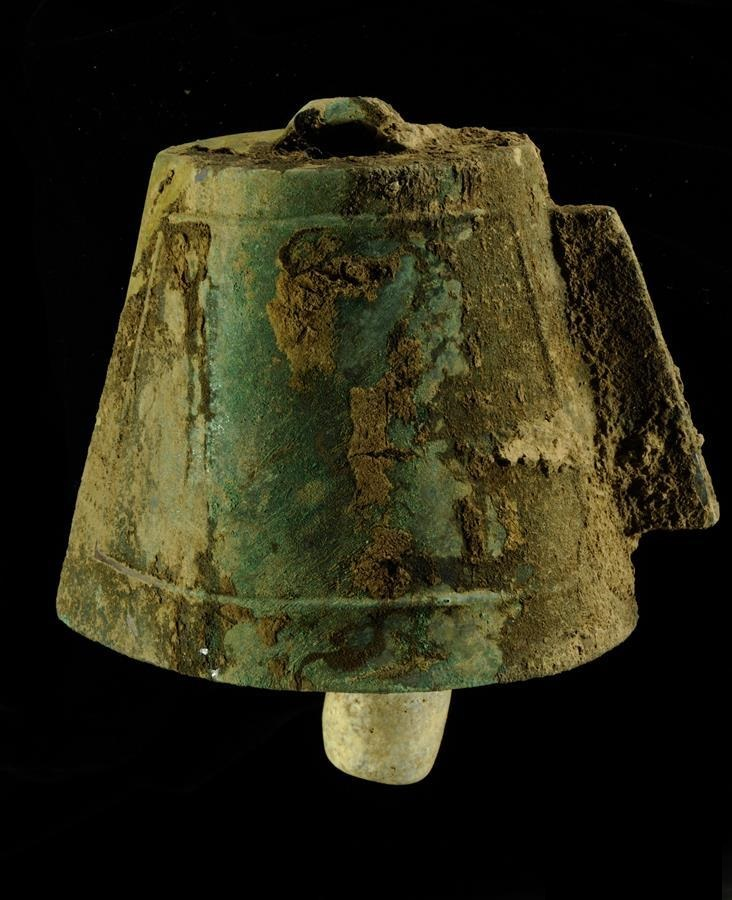
河南偃師二裡頭遺址出土的銅鈴（公元前1780年 - 公元前1521年）

鈴與鐘有著千絲萬縷的聯繫。考古學資料證明，鐘類樂器的原始形態很可能出於遠古的陶鈴或陶鐘（此處的陶鐘，指的是一種陶製打擊樂器，亦稱陶鐃）。
古人在解釋鐘屬樂器時，多以鈴作比喻。如，《廣雅·釋器》中，記載：“鑾、鐲、鐸、鉦、鐃、鐘、鑮，鈴也。”
同時，現存古鐘亦不乏以“鈴”自銘的例子。如，1978年河南沂川下寺1號墓出土的9件鈕鐘，即銘有“自作詠鈴”等語；傳世的許子鎛、楚王頷鐘均銘“自作鈴鐘”。
鈴與鐘腔體在形製上基本相同，它們的根本區別在於是否有舌，這決定了兩者演奏方式的不同。當早期形製較小的鈴，隨著青銅冶鑄技術和音樂藝術的發展，被越做越大的時候，再用鈴舌撞擊鈴腔的發音方式，由於鈴體太重而變得難以實施了。把鈴懸掛起來改以槌擊，則順理成章地省去鈴舌，鈴也就成了鐘。
最早的銅鈴，出土於山西襄汾陶寺遺址3296號墓（公元前2085年左右）。但由於器體過小，不便直接與原始鈴，鐘相聯繫。
河南偃師二裡頭遗址（公元前1780年 - 公元前1521年）發現了數十個銅鈴。其與銅鐘相似。

#### 鐃
鐃形態與鐘相似。考古學資料表明，鐘可能直接脫胎於商代的鐃。鐃體型與鐘相似，基本形製為合瓦形，于口弧曲。使用時口朝上，用槌敲擊。
南方出土的鐃，大而厚重，不成編列，稱之為大鐃。鐃是中国历史上，最先出现的大型青铜乐器。南方的大鐃，不斷發展，沒有中斷，很有可能演變成了後來的鐘。而且有的大鐃上邊有乳釘或者繁複的飾文，這個也許形成了鐘枚的結構。然而大铙虽聲音宏達，但是音質一般比較嘈雜，獨立性弱，音高不明確。他們一般是祭祀用的重器，而非定音樂器。
北方的鐃，體型小，常三個一組，稱之為編鐃。編鐃中國歷史上，最先出現的，有一定音律關係的定音編組樂器。北方的編鐃在形製、組合、音列結構等方面，都與鐘具有一定的承襲關係。

#### 綜合
鐘的來源並不是單一的，它是多種因素的組合。有可能陶鈴、陶鐘是種類樂器的最基本的形態。而後甬鐘與鎛（鐘）分別起源於原始的竹木筩與鎛撫。隨時文化的不斷交融，出現了之後甬鐘與鎛。而鈕鐘則是甬鐘吸收了銅鈴環紐的特點而形成的。

## 類別

### 合瓦形鐘
合瓦形鐘，橫截面為合瓦形。

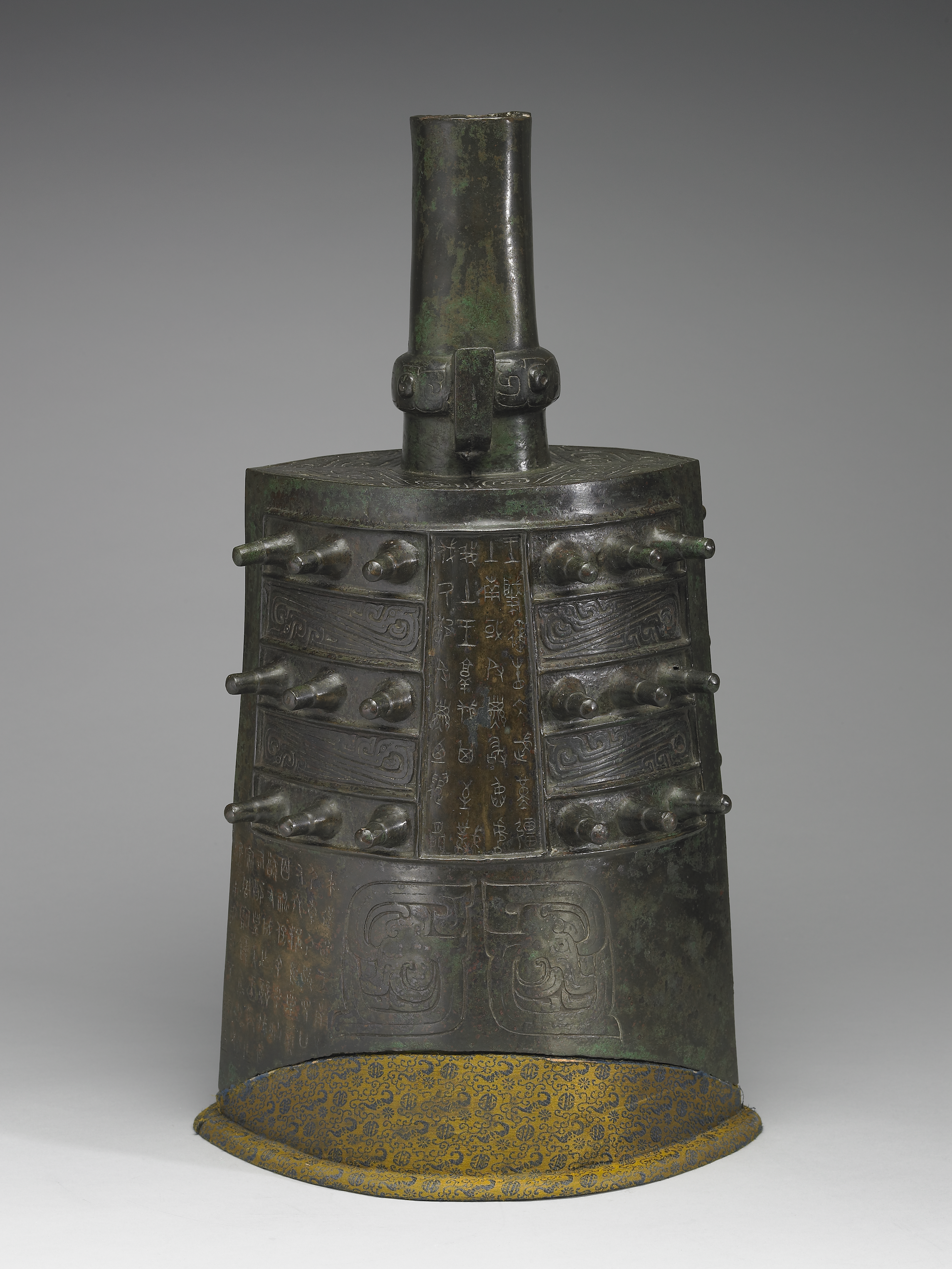
西周晚期的宗周鐘，臺灣國立故宮博物院藏。

合瓦形鐘的音樂性非常好。敲擊後，聲音迅速衰減。它可以避免圓形鐘嗡聲過長的缺點，演奏出旋律性更強的音樂。同時一鐘可以產生兩個音高（敲击侧鼓、正鼓，兩音高多為大三度或小三度）。
合瓦形鐘起於西周，興盛於戰國，沒落於漢代。

#### 文字記載
《周禮·冬官考工記·鳧氏》對鐘的形製有詳細的描述：鐘身象兩爿瓦片對合的形狀（合瓦形），兩側形成的銳角名為“銑”，亦名“欒”；兩銑之間，下緣名為“于”；于上名為“鼓”，鼓的中部用來打擊之處名為“隧”；鼓上名“鉦”，鉦由鐘帶縱三橫四分為十二格，每格有三個鐘乳突起，名為“枚”或“景”，鐘帶名為“篆”；鉦上是橢圓的鐘頂，名叫“舞”；舞上是懸掛鐘的柄，名“甬”；甬端平正，謂之“衡”。甬近下部有半環固定件，稱為“斡”，或鑄成獸狀，稱為“旋蟲”。半環中貫一正環，用來懸在鐘架（“虡”）上，稱為“旋”。
同時，《周禮·冬官考工記·鳧氏》中，還有對鐘各部分比例的記載。比如，銑間、鼓間、舞修、舞廣、銑長的比例為0.8、0.64、0.64、0.512、1。人們對出土編鐘的測量，證實了當時的編鐘可能是參考了《周禮·冬官考工記·鳧氏》製作的。

#### 樂鐘類別
狹義的鐘有兩類：有柄者稱為甬鐘，懸掛時鐘體傾斜；無柄，舞上有鈕者稱鈕鐘，懸掛時鐘體正。
甬鐘是西周樂懸的主體，產生於西周初期。
鈕鐘出現於西週末期。
鈕鐘由甬鐘的鐘體和銅鈴的紐相結合而派生出來。鈕鐘體型比甬鐘小得多，可以演奏更高的音。它的出現，是為了滿足鐘類樂器旋律性能的需要。
廣義的樂鐘，還包括鎛（鐘）。
鎛最早出現於殷商，在中國南方的湘水流域及附近區域。
鎛的形態與其他樂鐘類似，但是是下部為平口。它們較甬鐘體型更大，聲音宏大低沉。春秋早期與中期，征部有很多紋飾，兩側有鳥雲形、虎形、夔形的“翼”。但是後來，由於音樂性的需求，它們逐漸與其他樂鐘趨同，直至戰國末期以後被鈕鐘融合了。

#### 技術失傳
自西漢早中期，雙音技術逐漸流失。由於合瓦形鐘的功能不被世人所理解，逐漸退出了歷史的舞台。即使有合瓦形鐘，大多徒有其表，不具備“雙音”的音樂功能。
自三國之後，難見到兩銑折角的合瓦形鐘，取而代之的是圓形構造的鐘的興起。
宋徽宗赵佶，於崇寧年間，以當時出土的周代樂器宋公成鐘為標本，製作出來一批“大晟鐘”。隨後，清康熙、乾隆時期也鑄造了大批仿古鐘。但是它們也都不具有合瓦形鐘的音樂功能。

### 圓形鐘
橫截面為圓形，底端開口的鐘形樂器。
東漢以後，鐘在社會生活中具有報時作用。
隨著佛教的傳入，自六朝始，有在佛寺中報時作用的圓形“梵鐘”開始流行。
《百丈清規·法器》中記載：“大鐘叢林號令資始也。曉擊即破長夜，警睡眠；暮擊则覺昏衢，疏冥昧。”
梵鐘可能收到了古印度銅鈴的影響，但是古印度並沒有發現過梵鐘類器物。
南方的梵鐘圓筒形平直口，可能與先秦合瓦形鐘關繫緊密。北方的梵鐘圓筒形波曲口，可能是仿照自蓮瓣圖案。
自宋代至清代，大量梵鐘湧現。

## 中国的鐘
鐘（合瓦形青銅鐘）作為樂器及禮器起於西周，興盛於戰國，沒落於西漢。它不仅是古代的打击乐器，也是象征拥有者权位的礼器。常以編鐘的形式組合成套，少則三枚，多則十數枚。

### 商
在殷商末期，形製複雜，裝飾華麗的鎛鐘已經出現在南方古越族的活動區域。
最早的鎛，是江西新幹線大洋洲商墓出土的渦紋獸面鎛。年代大約是殷墟中期後段（約公元前1100年左右）。

### 西周
西周的鐘多為五音缺商（比如，晉侯蘇編鐘的16個一套，不出宮角徵羽）。因為周取代了商，所以音律中沒有商音。
甬鐘出現於西周初期。
年代不可考，最早的甬鐘，是晉侯蘇Ⅰ式編鐘，年代至少應在康王世以前的西周初期（約公元前1040年以前）。
年代可考，最早的甬鐘，是陝西寶雞竹園溝𢐗伯格墓出土的編鐘。時代大約是西周早期，康昭之際（约公元前1027年左右）。
葉家山編鐘曾被認為是最早的編鐘。但是近年來，人們認為它的時代大約是西周昭王之世（约公元前1027年 - 公元前977年）。不会早于陝西寶雞竹園溝𢐗伯格墓出土的編鐘。
稍後，有西周穆王時期，長安普渡村長甶墓出土的3件甬鐘；西周康昭時期，大英博物館東方部藏細線雲紋甬鐘，不一而足。
西周镈大多為傳世品，能確認年代的非常少。
比較典型的有克镈和陝西眉縣窖藏镈。
鈕鐘在西周末期出現，在春秋之後才盛行。
西周唯一的鈕鐘是山西聞喜上郭村210號墓鈕編鐘（9件）。

### 春秋戰國
春秋時期，禮崩樂壞，很多諸侯鑄造並享用超越自己爵位等級規定的樂懸規模。這是中國青銅時代音樂文化發展的巔峰，出現大量音樂文物。
最為有名曾侯乙编钟。它規模大，音色豐富優美，音域寬廣，音律較準確。

### 秦漢
編鐘文化衰落，鑄造和調音技術失傳。大多編鐘沒有了雙音的功能性。
最為有名的，是西漢初期山東章丘洛莊編鐘。它具有雙音，但是技術與先秦有別。這改寫了秦漢雙音失傳的時間。

### 宋元明清
較為有名的是大晟鐘，它是宋徽宗赵佶，於崇寧年間，以當時出土的周代樂器宋公成鐘為標本製作出來的。隨後，清康熙、乾隆時期也鑄造了大批仿古鐘。除此之外，梵鐘在大江南北大為流行。

### 梵鐘
佛教傳入中國後，佛寺钟有報時作用的梵鐘開始流行。最早的梵钟出現於南北朝。
比較古老的梵鐘記載，是公元6世紀初，梁昭明太子為母造慈覺寺與東宮，掘得古鐘以施寺。
北魏的壁畫中，也有鐘的描繪。如，北魏孝昌二年骆道明造像碑（公元526年），北魏正光四年翟兴祖造像碑（公元523年）。
目前所知中國最古老的梵鐘實物，是現存日本奈良國立博物館的一口南朝陳太建七年（公元575年） 的銅鐘。
中國國內所藏有明确紀念最早的梵鐘，是寶室寺銅鐘，铸造于唐太宗貞觀三年（公元629年）。
比較古老的梵鐘，大钟寺古钟博物馆所藏，北宋熙宁十年（公元1077年）所铸铜钟。
中國現存最大的青銅鐘，是明朝|永樂年間鑄製的永樂大鐘（公元1403～1424年），鐘面上、下、內、外合共刻有近23萬字，是中國現時已發現最大型的青銅梵鐘，有「鐘王」之美譽，亦為世界最大的佛鐘以及世界上鑄有最多文字的大鐘，現時存放在北京市西北郊北三環路的大鐘寺。

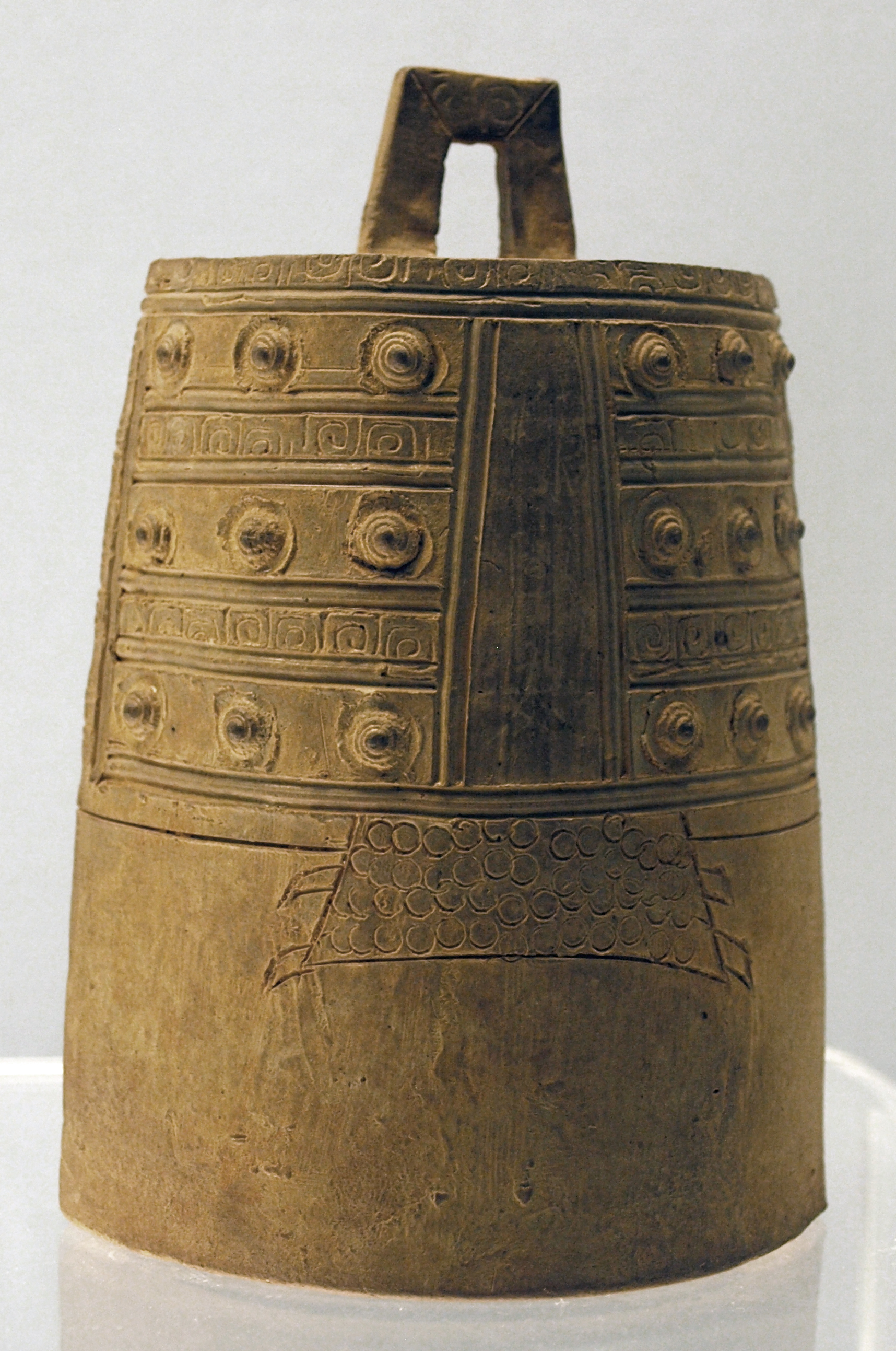
中國戰國時代鈕鐘
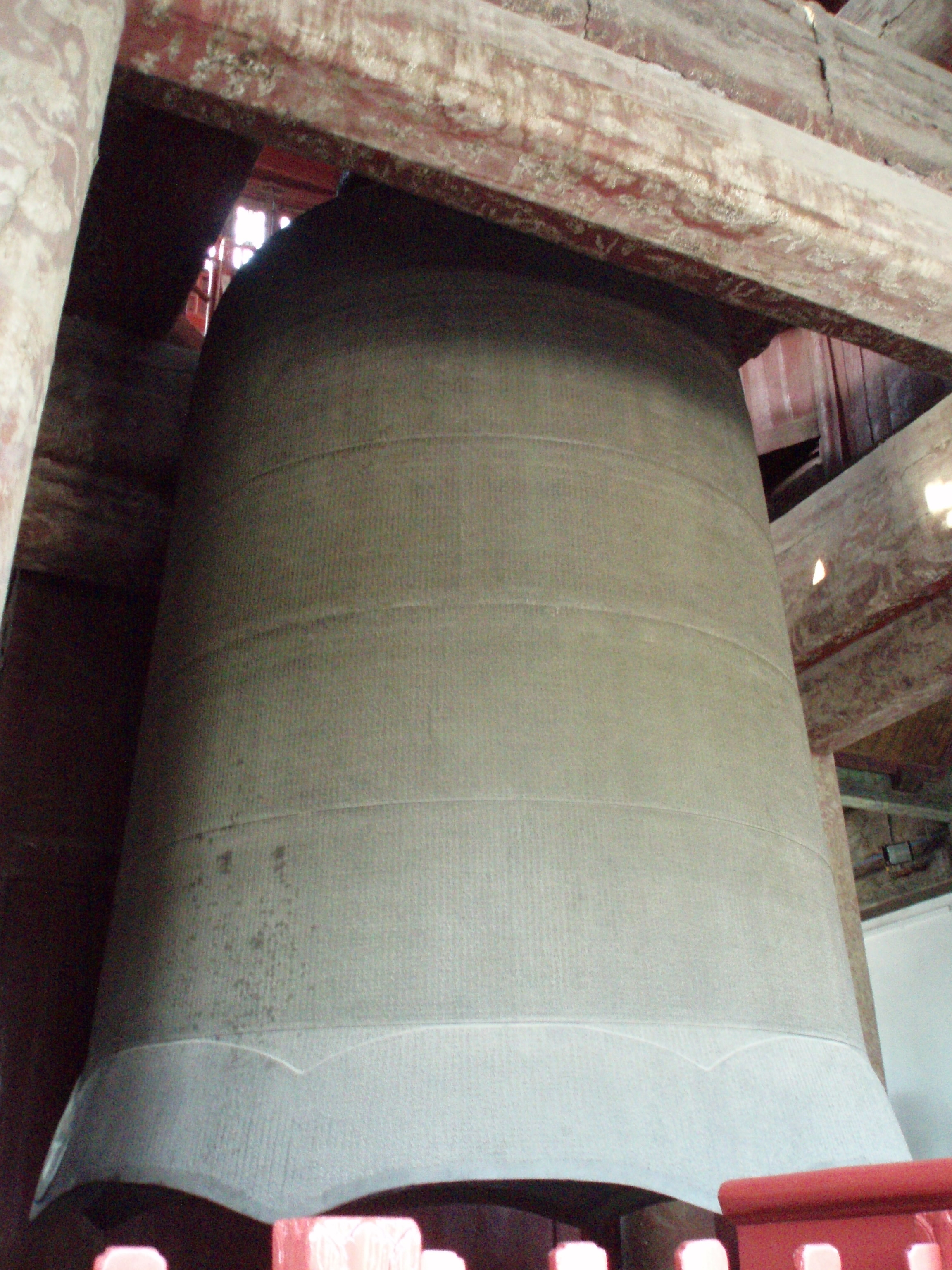
永樂大鐘
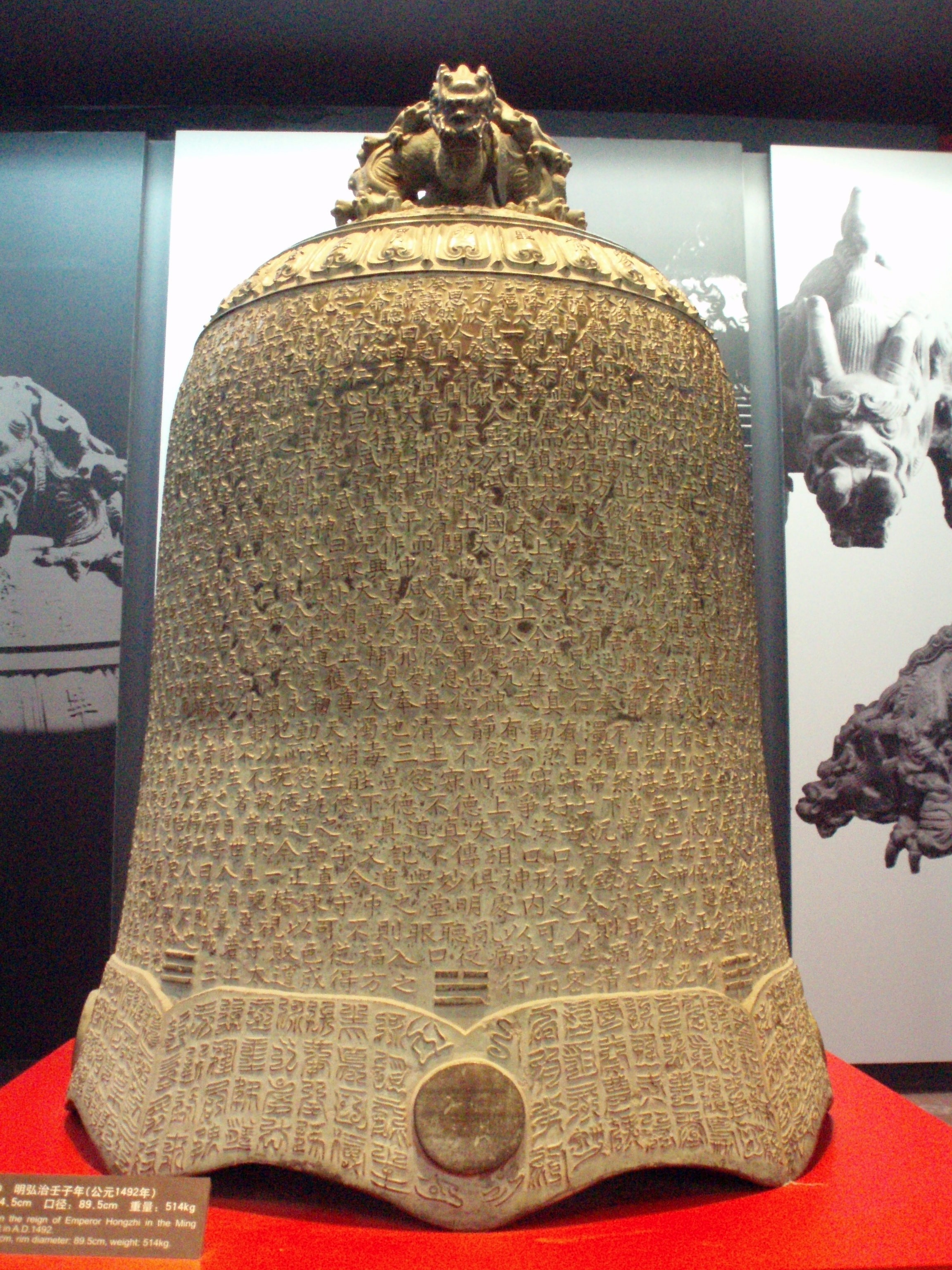
明代的鐘
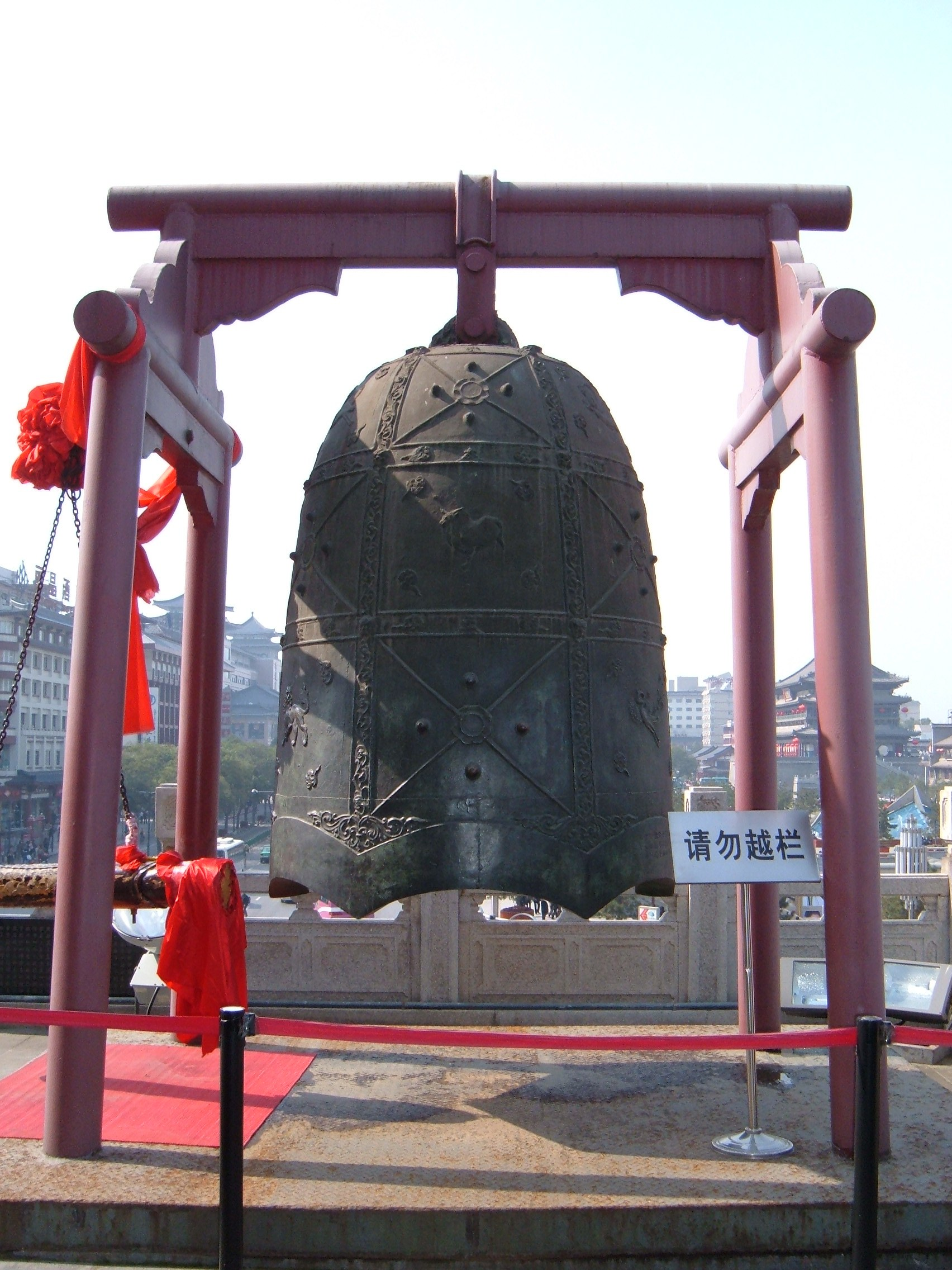
景雲鐘
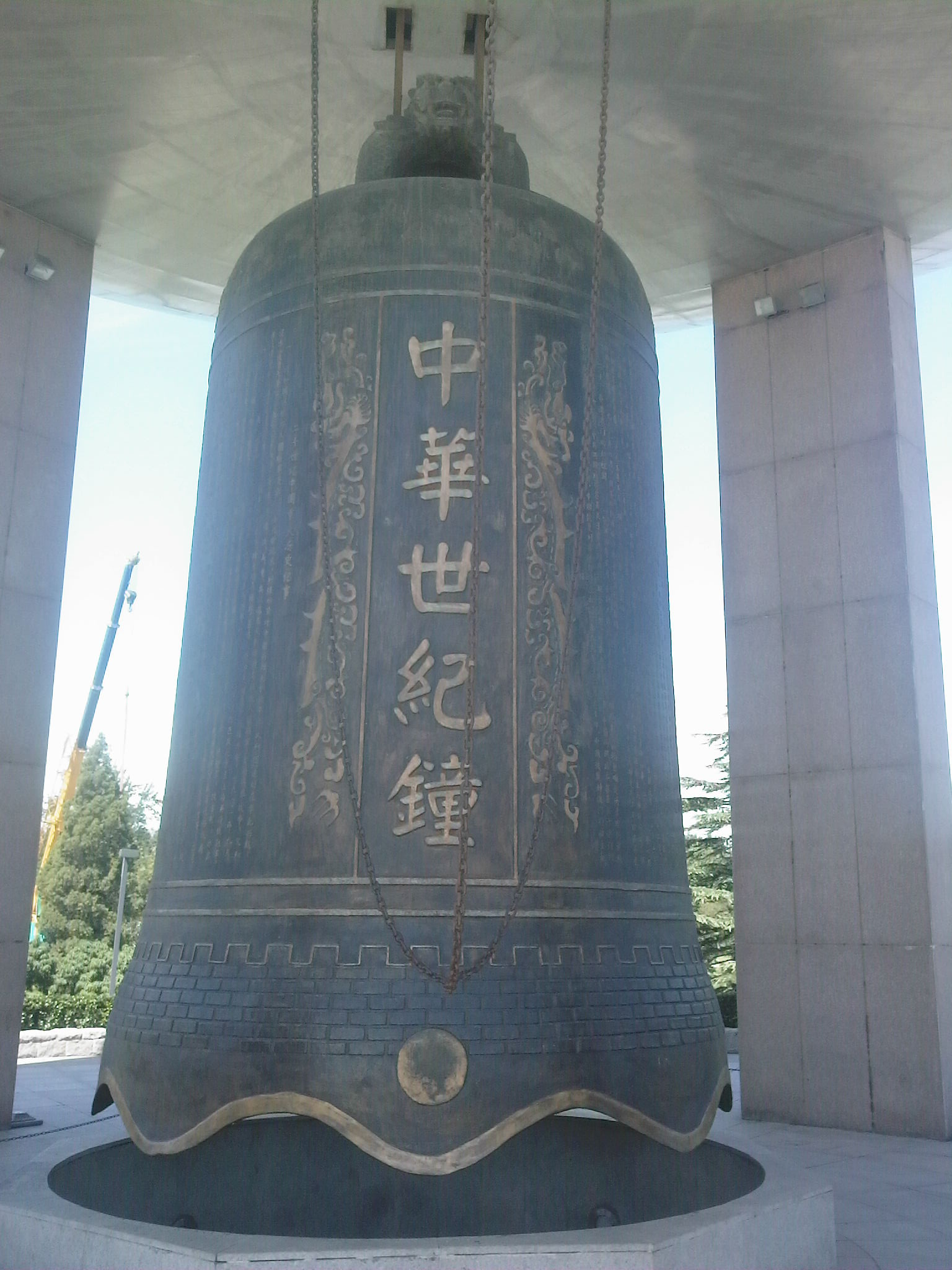
北京中華世紀鐘

## 其他東亞國家的鐘

### 日本
日本的鐘常見於佛寺，也有小型的半鐘設於人口集中的地區，用作火警警示之用。編鐘則是從室町時代中期由中國宋朝傳入。
日本的梵鐘有鐘乳，可能發明於中國南方，最遲在南朝傳播至朝鮮和日本。
日本現存最早的梵鐘是奈良時代的妙心寺鐘，位於京都妙心寺內，為公元698年鑄造，是日本現存最古的鐘。

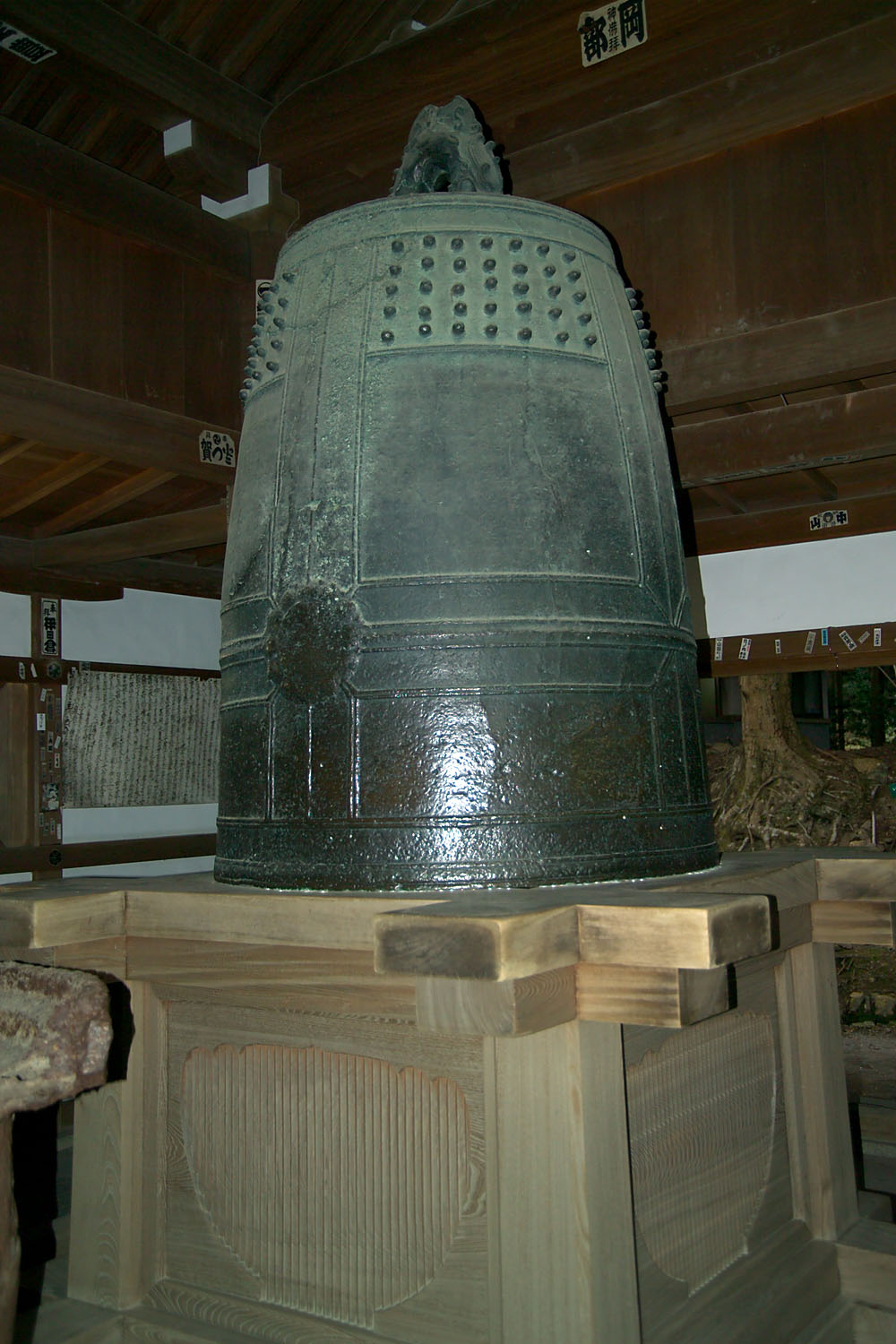
滋賀園城寺（三井寺）的「辨慶引摺鐘」（奈良時代）
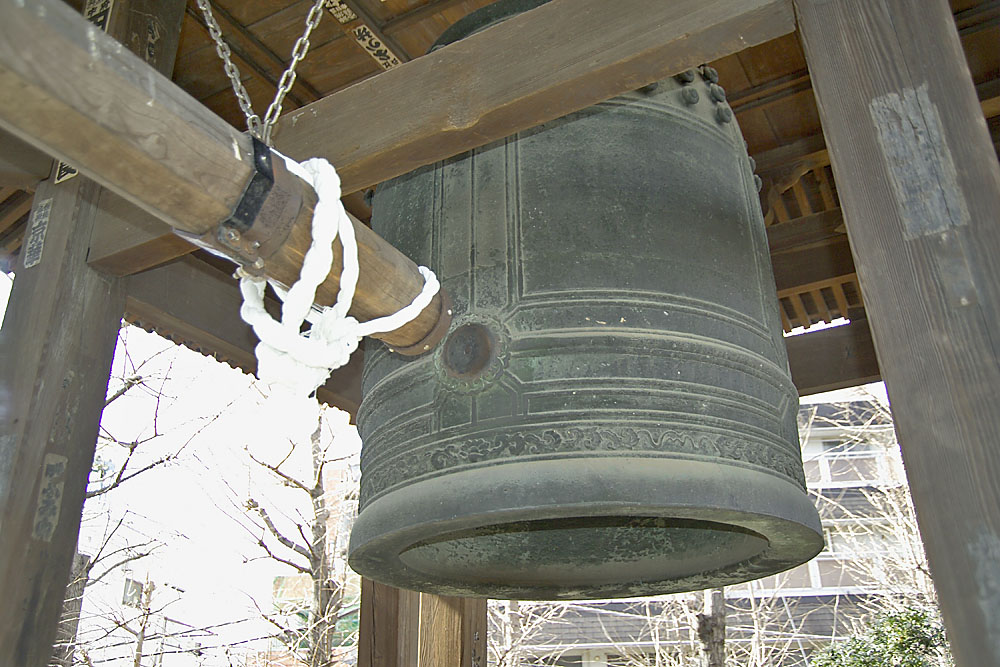
金龍山淺草寺的鐘
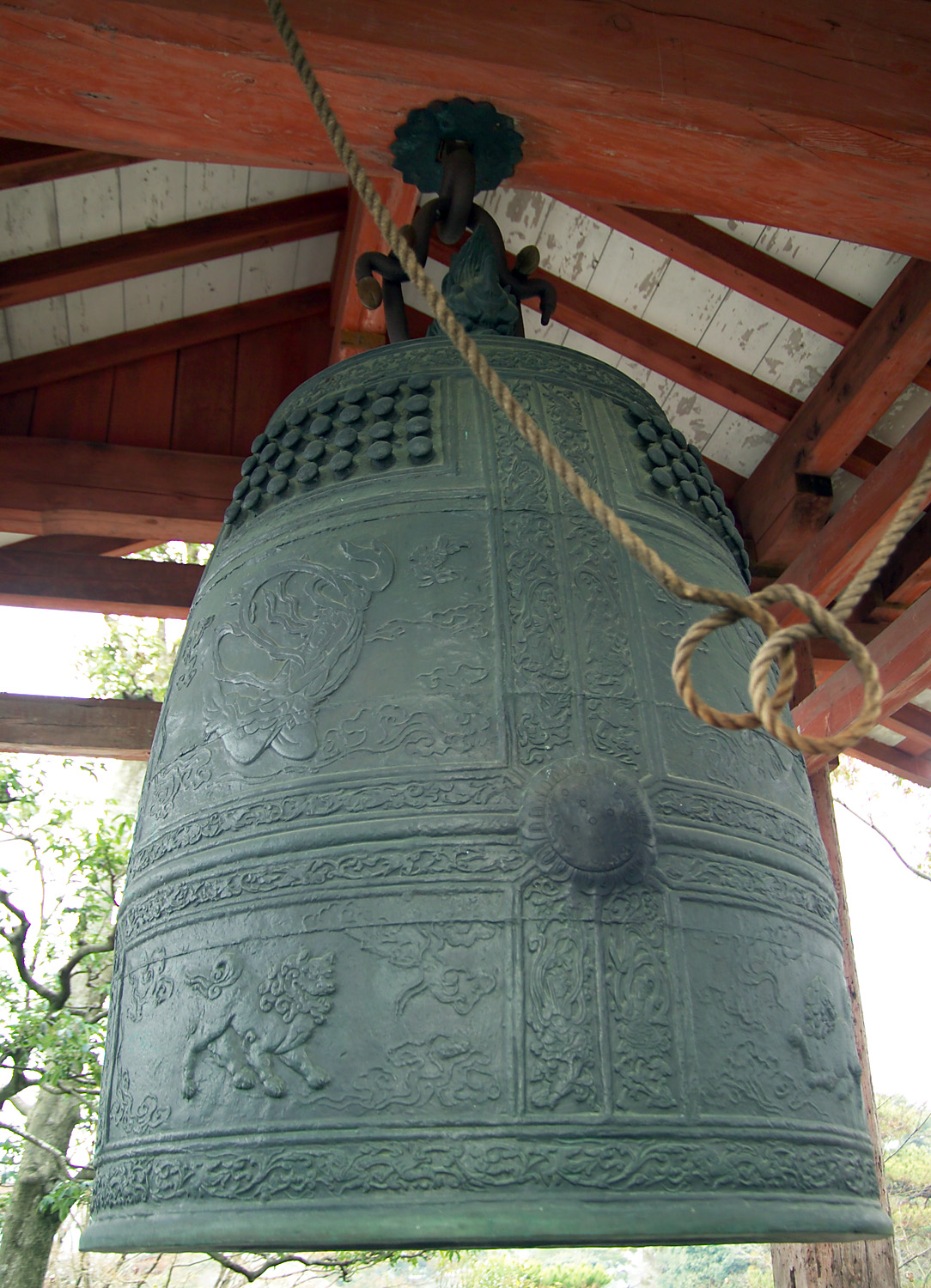
平等院（宇治）的鐘（複製）
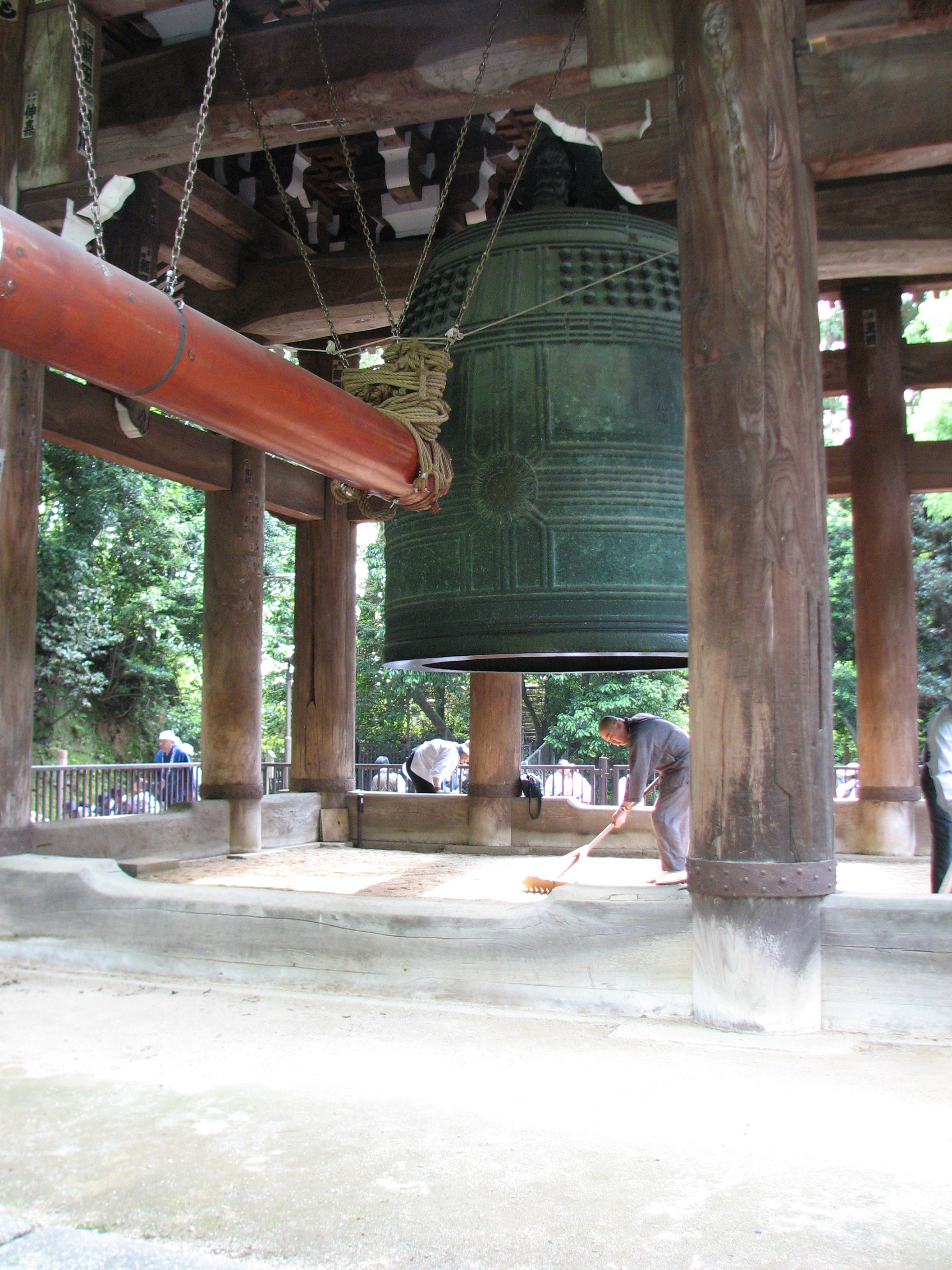
京都知恩院鐘（江戶時代、日本重要文化財）
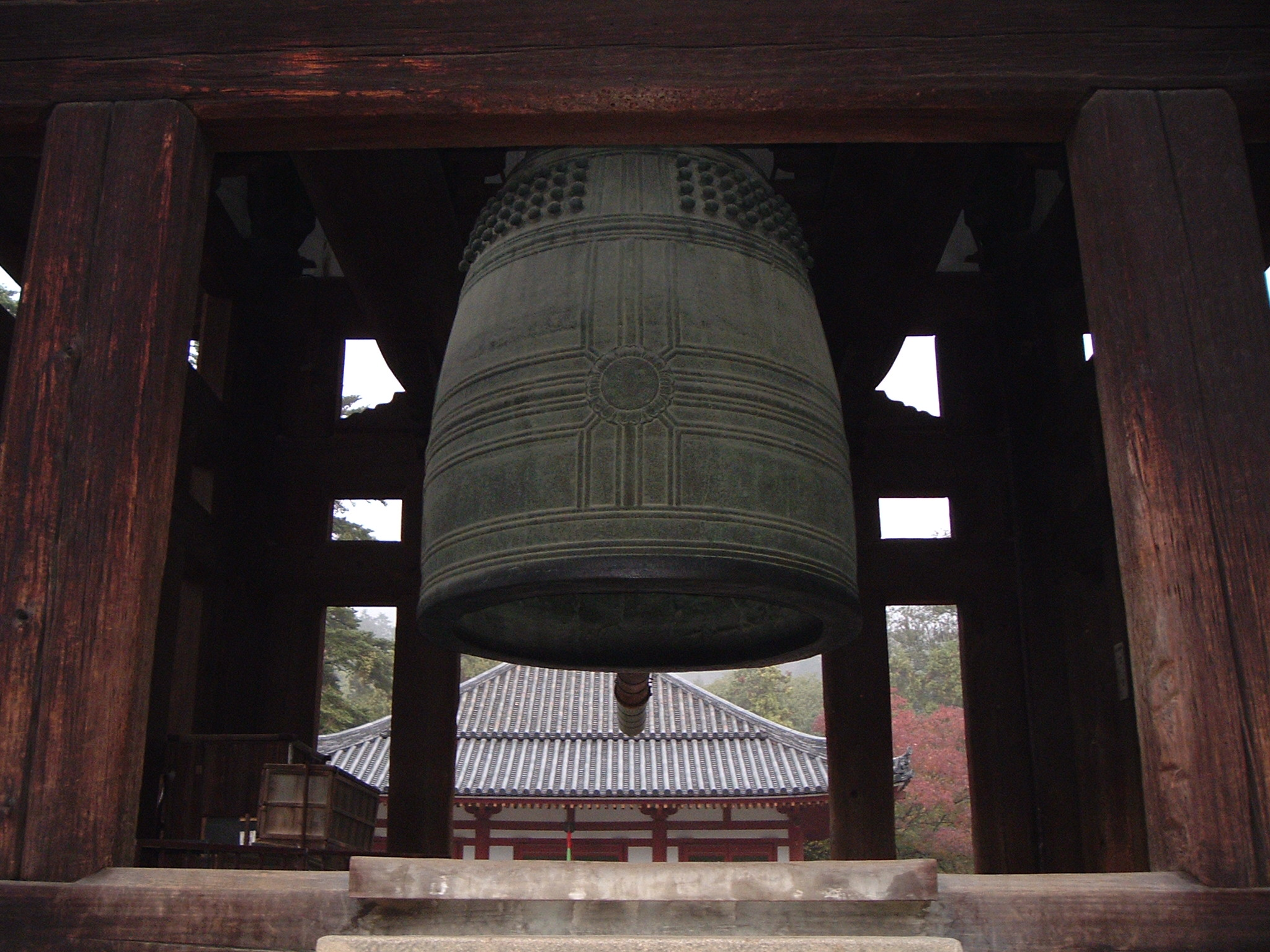
奈良東大寺鐘（奈良時代、国宝）
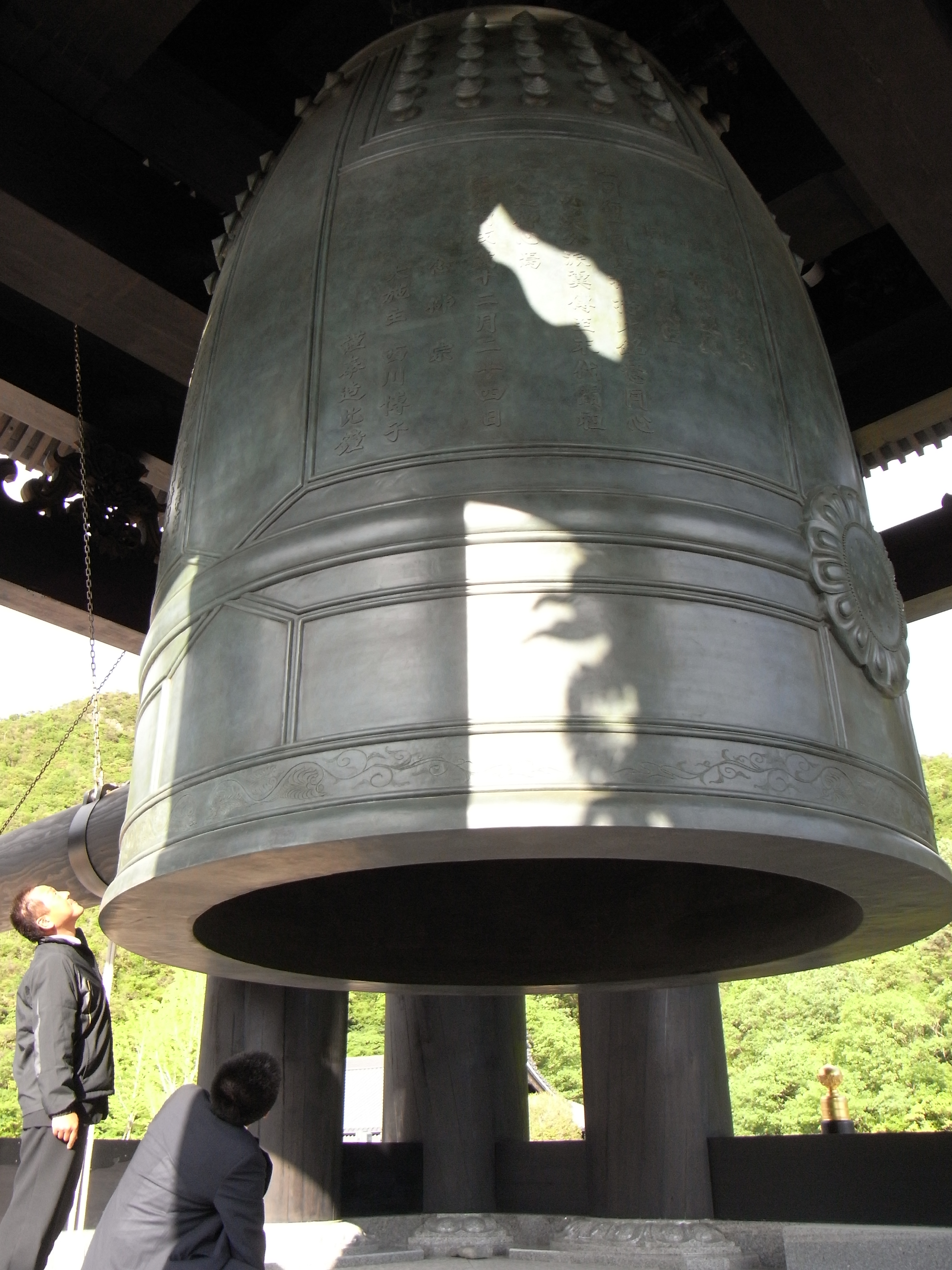
兵庫縣佛教之王堂（日语：佛教之王堂）（念佛宗總本山），重48噸[19]）

### 朝鮮半島
朝鮮半島的鐘有鐘乳，還有被稱為“甬”的圓筒。朝鮮半島的鐘自朝鮮三國時代（至遲中國南朝時期）傳入，現存的多為佛寺的梵鐘。而高麗王朝和朝鮮王朝的雅樂也有使用編鐘。現存的鐘大多數是統一新羅和高麗時代的文物。其中統一新羅時代的聖德王鐘被視為朝鮮鐘的傑作。

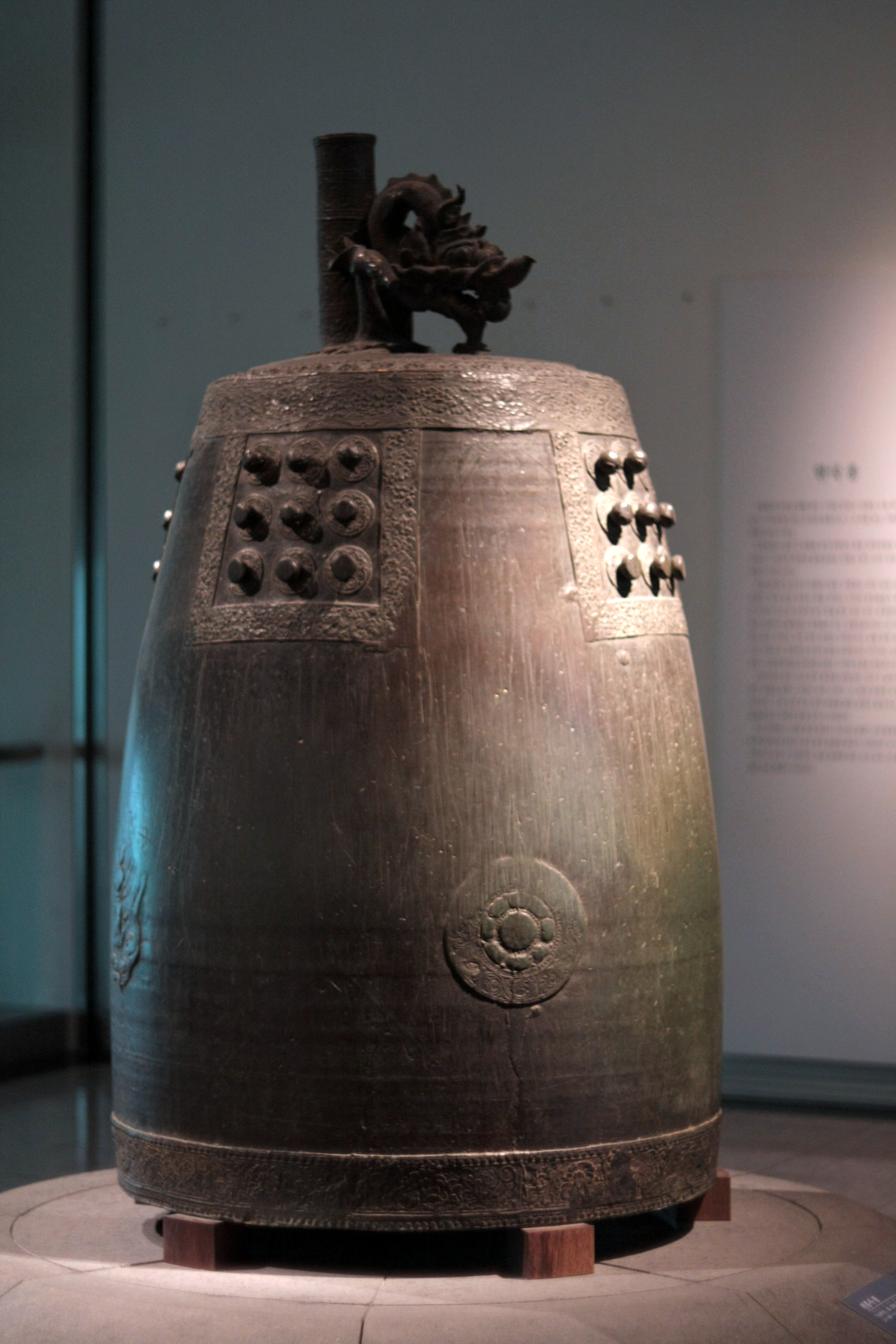
聖居山天興寺銘銅鐘
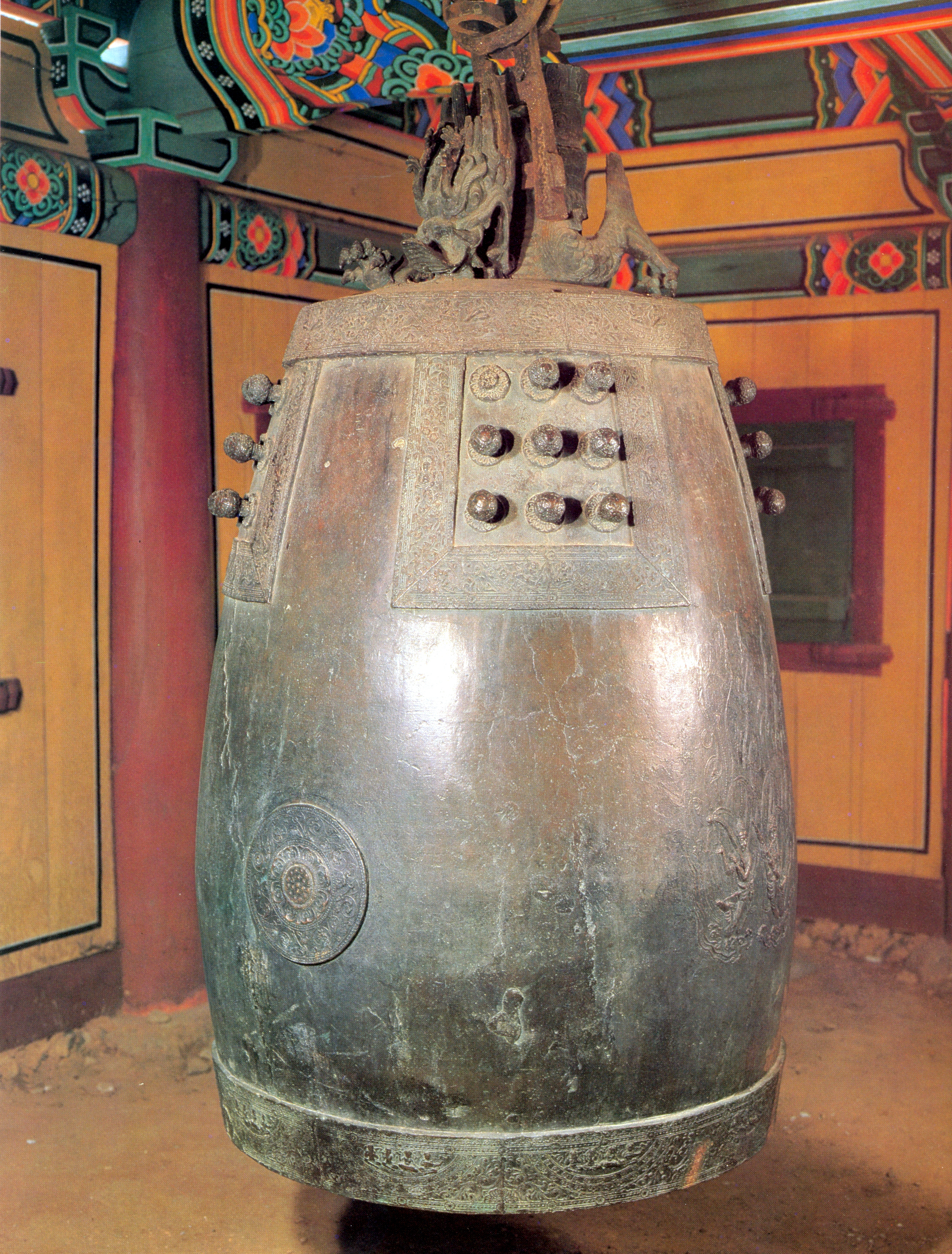
上院寺銅鐘
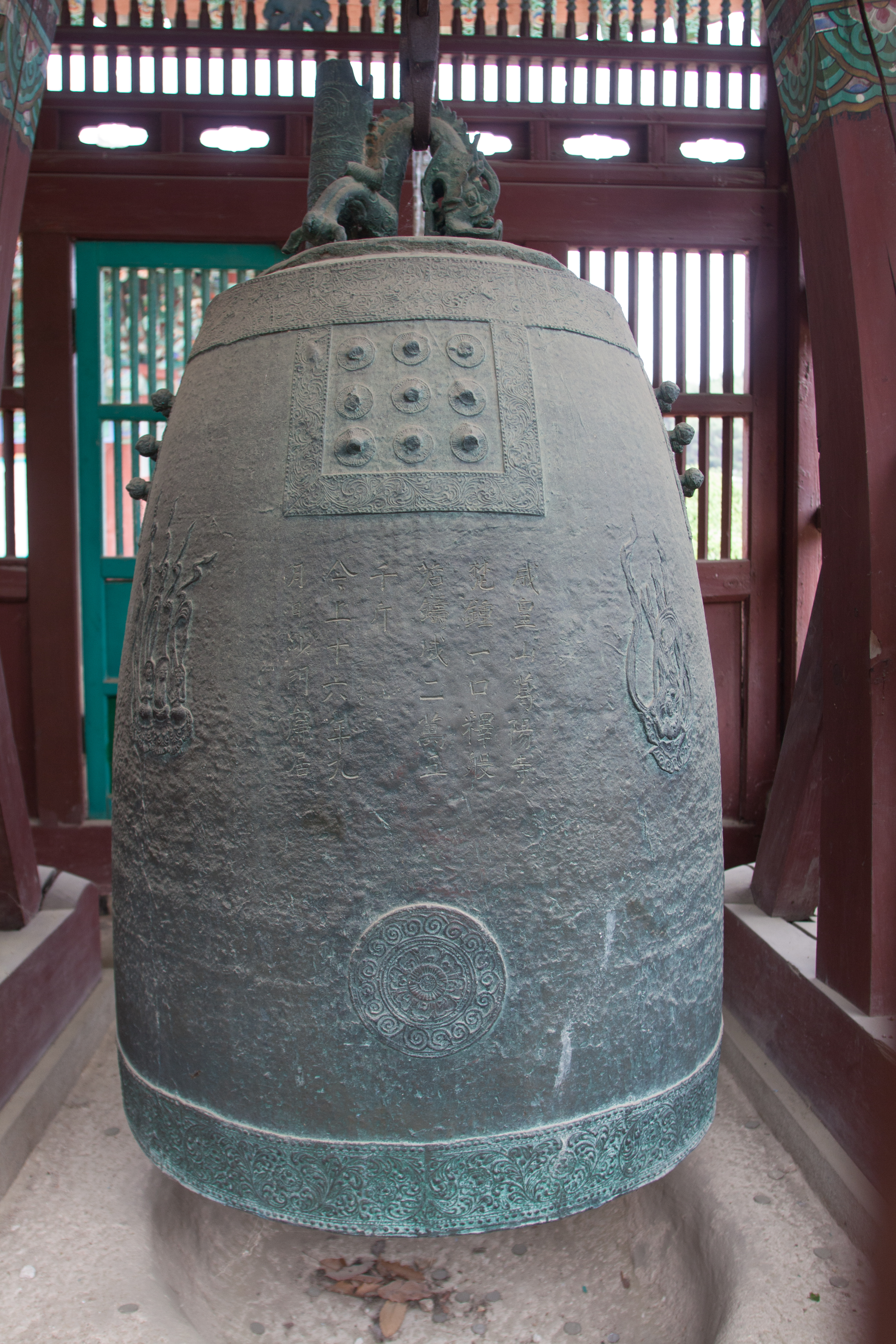
華城市的龍珠寺銅鐘

### 越南
越南也由中國傳入鐘，現存最古的鐘是越南北部青威縣青梅社出土的青梅社鐘，是越南第三次北屬時期文物。

### 琉球

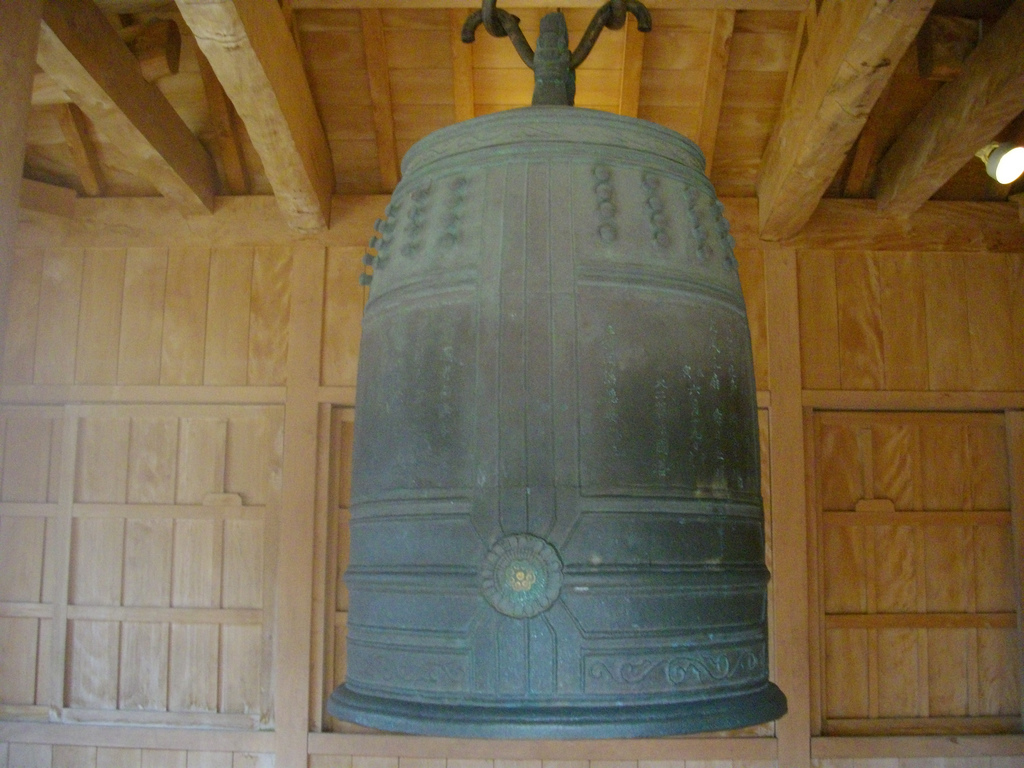
首里城內萬國津梁之鐘（複製品）

琉球現存唯一的古代鐘是萬國津梁之鐘，鑄造於第一尚氏王朝。